# Aleksandr Samokutiáyev
Aleksandr Mijáilovich Samokutiáyev (en ruso: Александр Михайлович Самокутяев; Penza / Óblast de Penza, República Socialista Federativa Soviética de Rusia, 13 de marzo de 1970) es un cosmonauta ruso que sirvió como ingeniero de vuelo de las misiones de larga duración Expedición 27 y 28 a la Estación Espacial Internacional (ISS). También sirvió como comandante de la Soyuz TMA-21. Fue contratado como cosmonauta en el verano de 2003.

## Formación y carrera
Entre 1987 y 1988 Aleksandr estudió en el Instituto Politécnico Penza. Posteriormente se trasladó a Chernigov y se graduó en la Escuela Militar Superior de Pilotos Chernigov en 1992. Samokutyayev se graduó de la Academia Gagarín de la Fuerza Aérea como ingeniero-piloto en 2000.
Tras graduarse, trabajó en el Centro de Entrenamiento de Cosmonautas Gagarin como jefe de la división de planificación.
El 29 de mayo de 2003 fue alistado en el destacamento de cosmonautas que aprobaron el curso de formación del espacio general. Antes de su alistamiento, el 20 de enero de 2003, recibió con éxito una confirmación médica positiva por parte del Consejo Médico Superior que le permitía viajar al espacio exterior. Asimismo, superó una prueba de calificación como cosmonauta el 5 de julio de 2005.
En julio de 2008 fue asignado como miembro del equipo de reserva para la Expedición 25 a la Estación Espacial Internacional (ISS). Desde entonces, se unió al programa de la ISS como comandante de la tripulación de respaldo y, a partir de 2009, como ingeniero de vuelo. Durante el lanzamiento de la Soyuz TMA-18 el 2 de abril de 2010 actuó en calidad de comandante de la tripulación de respaldo de la nave espacial Soyuz.
Samokutyayev ha volado como piloto, piloto sénior y segundo comandante de escuadrón aéreo, registrando 680 horas de tiempo de vuelo y realizado 250 saltos en paracaídas. Además, es un buzo cualificado.

### Expediciones 27/28

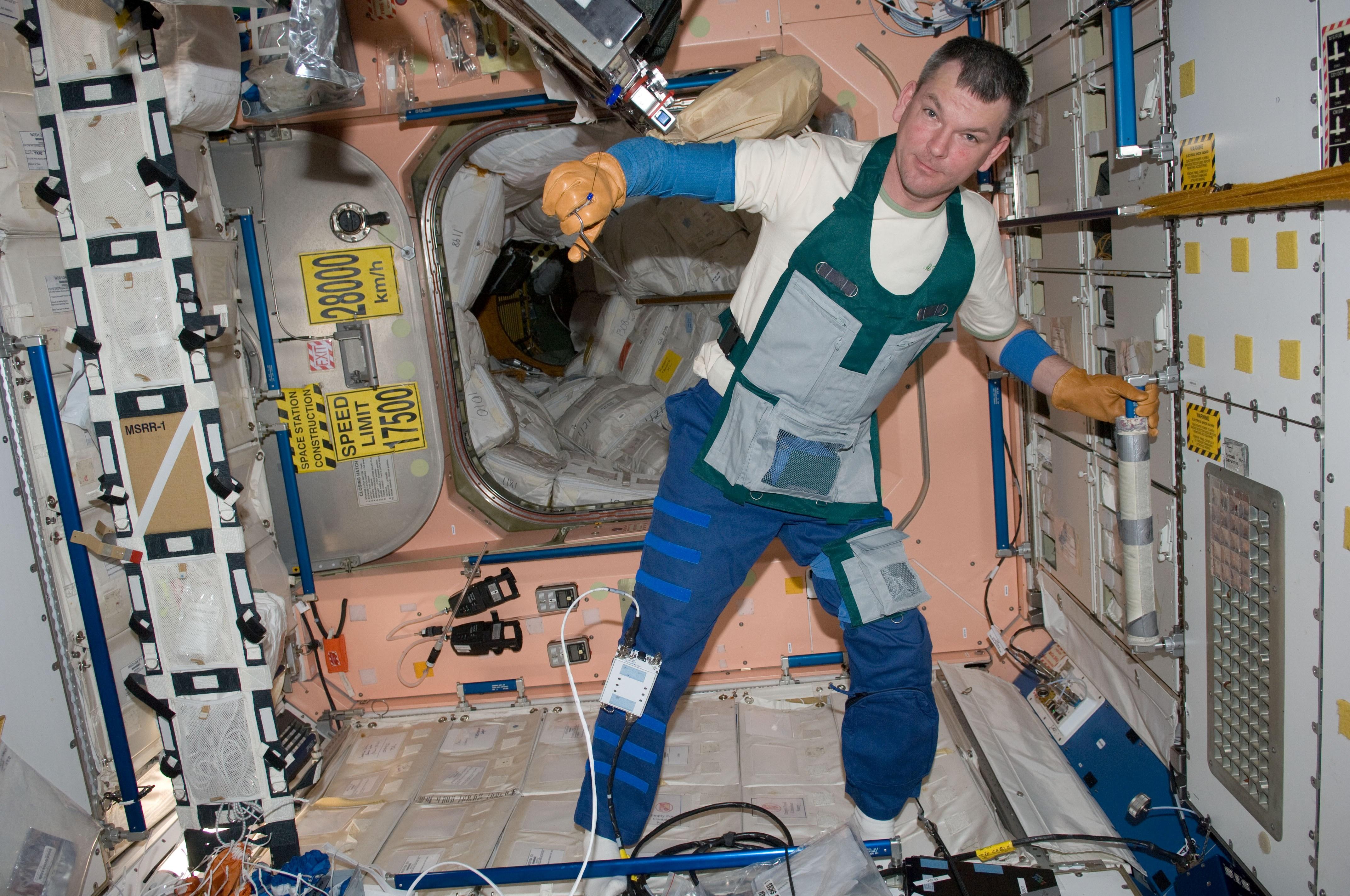
Alexander Samokutyaev en la Estación Espacial Internacional.

En octubre de 2008 Samokutyayev fue asignado a la tripulación principal de la 27ª expedición de larga duración a la Estación Espacial. El 7 de octubre de 2009 su misión se confirmó mediante comunicado de prensa de la NASA.
Samokutyayev voló al espacio por primera vez como ingeniero de vuelo de las expediciones de larga duración 27 y 28 rumbo a la Estación Espacial Internacional. Lo hizo en la nave espacial Soyuz TMA-21 junto con el cosmonauta Andrei Borisenko y el astronauta de la NASA Ron Garan, partiendo desde la plataforma de lanzamiento del cosmódromo de Baikonur Gagarin Comience a las 23:18:20 UTC del 4 de abril de 2011. Samokutyayev actuó como comandante de la nave. El lanzamiento de la Soyuz TMA-21 se realizó con motivo de la conmemoración del 50 aniversario de la primera misión espacial de Yuri Gagarin. Samokutyayev llevaba un pequeño perro de peluche que le regaló su hija. El circuito de televisión de la NASA mostró imágenes del lanzamiento en las que el perro comenzó a flotar cuando la nave se elevó hacia el cielo, una indicación de la ingravidez del espacio.
Después de dos días de vuelo en solitario, la nave espacial Soyuz TMA-21 se acopló con la Estación Espacial Internacional (ISS) el 6 de abril a las 23:09 UTC.
Samokutyayev concluyó su estancia de 164 días a bordo de la Estación Espacial, cuando la Soyuz TMA-21 se desacopló del módulo Poisk del segmento ruso a las 00:38 UTC del 16 de septiembre de 2011. El mismo día, la cápsula de la Soyuz TMA-21 que llevó a Samokutyayev, Borisenko y Ron Garan tomó tierra a las (03:59:39 UTC) a 93 millas al sureste de la ciudad de Zhezkazgan, en Kazajistán.

## Actividad Extravehicular EVA Rusia # 28

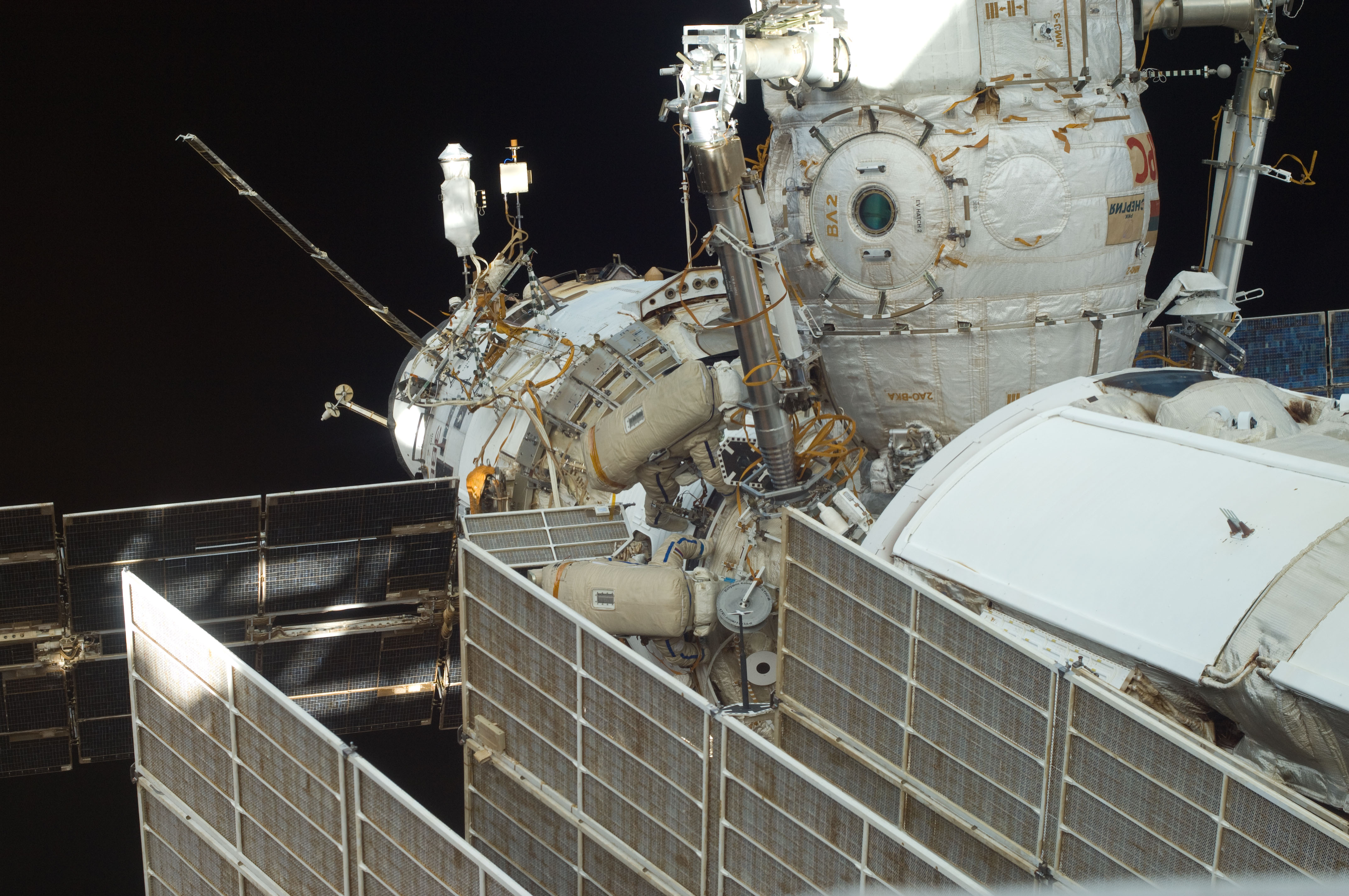
Samokutyayev y Volkov trabajan en el exterior de la IIS durante la EVA Rusia # 28 el 3 de agosto de 2011.

El 3 de agosto de 2011 Samokutyayev participó en su primera  actividad extravehicular (conocido por sus siglas inglesas, EVA, por Extra Vehicular Activity). Él y el cosmonauta Serguéi Vólkov trabajaron durante seis horas y 23 minutos realizando diversas tareas, tanto en pro de la ciencia como para el mantenimiento de la envolvente del segmento ruso de la ISS. Desde el exterior del módulo de servicio  Zvezda, Samokutyayev y Volkov instalaron los equipos de comunicaciones por láser. También fotografiaron una antena con signos de disminución del rendimiento.
Después de que los controladores de tierra se tomaran su tiempo para trabajar en un problema existente en la antena, los dos cosmonautas también desplegaron un pequeño satélite, llamado Radioskaf-V, que estaba planeado originalmente para su despliegue en el comienzo de la actividad extra-vehicular. El satélite contenía un transmisor de radioaficionados y un experimento estudiantil.
La tarea principal de la caminata espacial fue el traslado de la pluma Strela 1 desde el módulo  Pirs al módulo  Poisk, pero esta tuvo que ser cancelada por falta de tiempo. Los cosmonautas quitaron una antena que ayudó a guiar el módulo Poisk a un acoplamiento en noviembre de 2009 y fue devuelto a la ISS a finales de la caminata espacial.
También instalaron con éxito el experimento de ciencia de materiales con riesgo biológico en una barandilla exterior del módulo Pirs. El experimento de riesgos biológicos estudiaba el efecto de los microbios en las estructuras de las naves espaciales y si la actividad solar afectaba el crecimiento microbiano.
Por último, Samokutyayev y Volkov se hicieron fotografías mostrando otras fotografías del primer cosmonauta Yuri Gagarin, el diseñador de la nave Serguéi Koroliov y del pionero de la teoría astronáutica soviética Konstantín Tsiolkovski con la Tierra de fondo antes de entrar en el módulo Pirs, cerrar la escotilla y completar la caminata bautizada como Rusia EVA # 28.

## Premios
Samokutyayev ha recibido varias medallas de la Fuerza Armada Rusa.

## Personal
Samokutiáyev está casado con Oksana Nikoláievna Samokutiáyeva. Tienen una hija llamada Anastasia Aleksándrovna Samokutiáyeva.